# Claudio Rinaldi
Claudio Rinaldi (* 29. November 1987 in Bormio) ist ein ehemaliger italienischer Shorttracker.

## Werdegang
Rinaldi trat international erstmals bei den Juniorenweltmeisterschaften 2006 in Miercurea Ciuc in Erscheinung, wobei er den 30. Platz im Mehrkampf und den 13. Platz mit der Staffel errang. Im folgenden Jahr kam er bei den Juniorenweltmeisterschaften in Mladá Boleslav auf den 14. Platz im Mehrkampf und auf den siebten Rang mit der Staffel. In der Saison 2007/08 gewann er bei den Europameisterschaften 2008 in Ventspils die Goldmedaille mit der Staffel und wurde bei den Teamweltmeisterschaften 2008 in Harbin Sechster. Zudem erreichte er dort und in Turin mit dem dritten Platz seine einzigen Podestplatzierungen im Weltcup. Auch in der folgenden Saison siegte er bei den Europameisterschaften 2009 in Turin mit der Staffel. Außerdem lief er dort auf den 15. Platz im Mehrkampf und errang in Dresden mit dem fünften Platz über 1500 m seine beste Platzierung im Weltcupeinzel. Bei den Teamweltmeisterschaften 2009 in Heerenveen wurde er Siebter. In seiner letzten aktiven Saison 2009/10 kam er bei den Teamweltmeisterschaften 2010 in Bormio auf den vierten Platz und holte bei den Europameisterschaften 2010 in Dresden die Goldmedaille mit der Staffel. Beim Saisonhöhepunkt, den Olympischen Winterspielen 2010 in Vancouver, nahm er an den Staffelwettbewerb teil, wobei die italienische Staffel disqualifiziert wurde.

## Erfolge

### Olympische Spiele
- 2010 Vancouver: DSQ Staffel

### Team-Weltmeisterschaften
- 2008 Harbin: 6. Platz
- 2009 Heerenveen: 7. Platz
- 2010 Bormio: 4. Platz

### Europameisterschaften
- 2008 Ventspils: 1. Platz Staffel
- 2009 Turin: 1. Platz Staffel, 15. Platz Mehrkampf
- 2010 Dresden: 1. Platz Staffel

## Persönliche Bestleistungen
| Disziplin | Zeit         | Datum              | Ort    |
| --------- | ------------ | ------------------ | ------ |
| 500 m     | 41,713 s     | 27. März 2010      | Bormio |
| 1000 m    | 1:28,740 min | 27. September 2008 | Bormio |
| 1500 m    | 2:22,545 min | 6. November 2008   | Bormio |
| 3000 m    | 4:53,431 min | 11. November 2007  | Bormio |